# Edmund J. Davis
Pour les articles homonymes, voir Davis.
Edmund Jackson Davis (né le 2 octobre 1827 à Saint Augustine en Floride et mort le 7 février 1883 à Austin au Texas, est un juriste, soldat et homme politique américain. Membre du parti républicain, il a été gouverneur du Texas entre 1870 et 1874.
Il avait été auparavant général de l'armée de l'Union lors de la guerre de Sécession.

## Biographie
En 1861, Edmund Davis soutient le gouverneur Sam Houston dans sa position contre la sécession. Il a également exhorté Robert E. Lee à ne pas violer son serment d'allégeance aux États-Unis. Davis s'est présenté pour devenir délégué à la Convention de Sécession mais a été vaincu. Il a par la suite refusé de prêter serment d'allégeance aux États confédérés d'Amérique et a été démis de ses fonctions de juge.  
Il a quitté le Texas et s'est réfugié à La Nouvelle-Orléans, en Louisiane, tenue par l'Union. Il est ensuite parti à Washington, DC, où le président Abraham Lincoln lui a délivré une commission de colonel avec l'autorité de recruter le 1er régiment de cavalerie du Texas de l'Union.

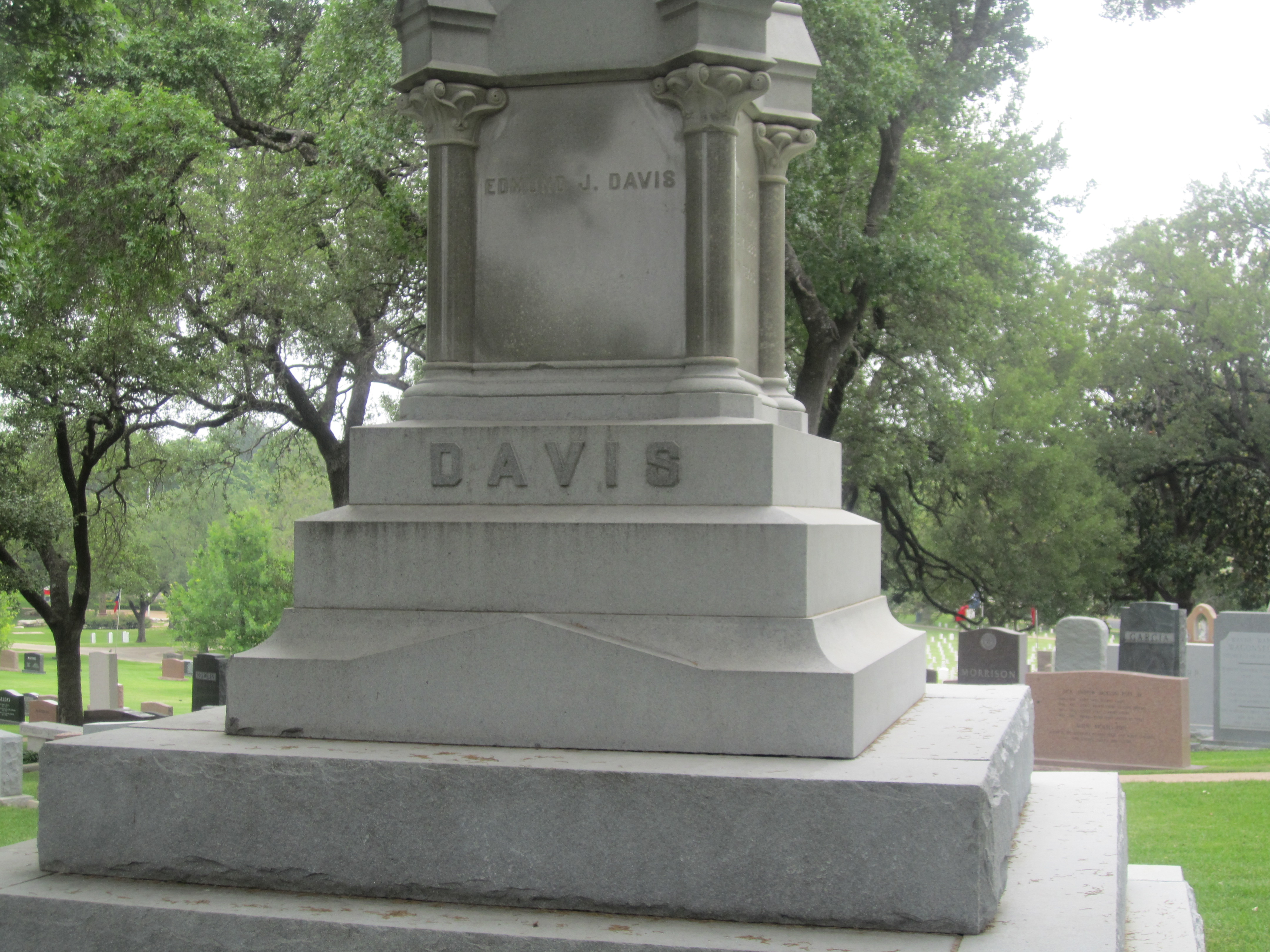
Base du monument dédié à Edmund Davis